# Paul-Heyse-Straße
Die Paul-Heyse-Straße in München ist eine Innerortsstraße im Stadtbezirk Ludwigsvorstadt-Isarvorstadt (Nr. 2).

## Verlauf

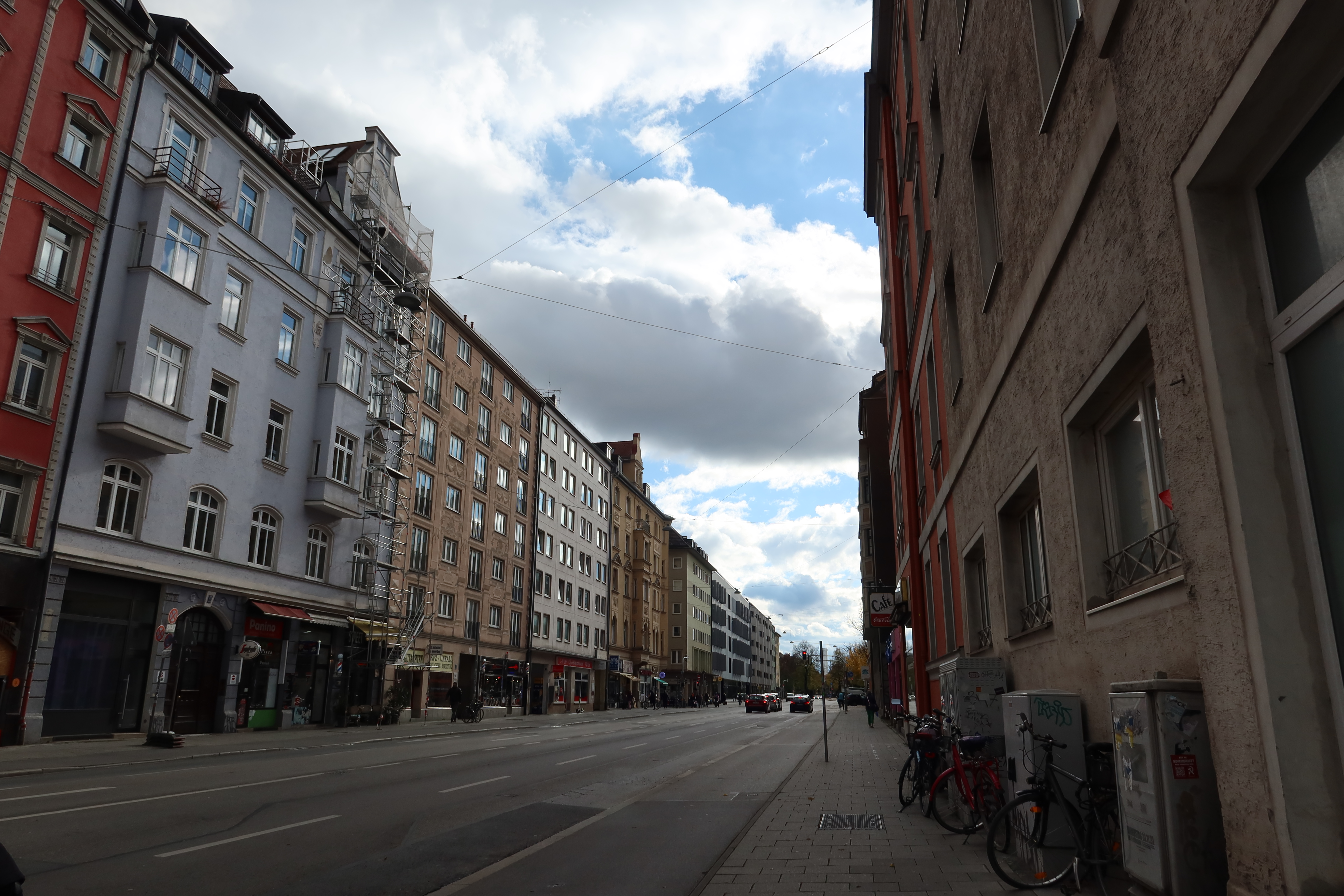
Die Straße nach Süden von der Kreuzung mit der Schwanthalerstraße gesehen

Die Straße durchzieht die Ludwigsvorstadt am Westrand des Bahnhofsviertels in Nord-Süd-Richtung und verläuft parallel westlich zur Goethestraße. Sie setzt dabei die Achse Seidlstraße, Paul-Heyse-Unterführung ab der Kreuzung mit der Bayerstraße nach Süden fort und kreuzt die Schwanthalerstraße und die Landwehrstraße mit ihrem stark orientalisch und südosteuropäisch geprägtem Flair. An der Kreuzung mit der Pettenkoferstraße geht sie in die Herzog-Heinrich-Straße über, die über den Kaiser-Ludwig-Platz zur Lindwurmstraße führt.

## Geschichte und Namensgeber
Die Straße wurde auf dem Gebiet der früher bis zur Lindwurmstraße reichenden Theresienwiese errichtet und 1835 als Heustraße benannt. 1905 wurde sie nach dem „Dichterfürsten“ und späteren (1910) Literaturnobelpreisträger Paul Heyse (1830 bis 1914) umbenannt.

## Öffentlicher Verkehr
Durch die Paul-Heyse-Straße verkehrte in den 1960er Jahren die Straßenbahnlinie 17. Heute wird die Straße von den U-Bahn-Linien 4 und 5 unterquert (nächste Stationen: Hauptbahnhof und Theresienwiese). Die Straßenbahn hält am Nordende in der Bayerstraße (Haltestelle Holzkirchner Bahnhof der Linien 18 und 19).

## Denkmalgeschützte Gebäude
- Nr. 4: Pressehaus, Lager- und Setzereigebäude des Münchener Zeitungsverlags, sogenanntes Pressehaus, fünfgeschossiger Traufseitbau mit Ziergiebel, großflächig durchfensterte und mit figürlichen sowie dekorativen Reliefs reich gegliederte Natursteinfassade im Reformstil, in Eisenbetonskelettbauweise, von Emil Ludwig mit Fassadengestaltung von Max Littmann, 1912 (Denkmalliste D-1-62-000-5158)
- Nr. 10: ehemaliges Geschäftshaus, historisierend mit sachlich reduzierter Gliederung, 1907/08 von Eugen Hönig und Karl Söldner (Denkmalliste D-1-62-000-5159)
- Nr. 14: Mietshaus, in spätklassizistischer Tradition, 1872 (Denkmalliste D-1-62-000-5160)
- Nr. 20: Geschäftshaus, historisierend, mit zwei Erkern, 1912 von Heilmann & Littmann (Denkmalliste D-1-62-000-5161)
- Nr. 23: Eckbau, Neurenaissance, mit Erkern und reichem plastischem Dekor (u. a. Puttenreliefs und Kaiserbüsten), 1900 von J. und M. Konyves, Baugruppe mit Landwehrstraße 58 (Denkmalliste D-1-62-000-5162)
- Nr. 31b: ehemalige Papierfabrik Tillmann und Witz, viergeschossiger Mansardpultdachbau mit Querflügel und Treppenturm, in Eisenbetonbauweise nach System Hennebique, von Imre Könyves, 1908/09 (mit Goethestraße 34/36, Denkmalliste D-1-62-000-8662)

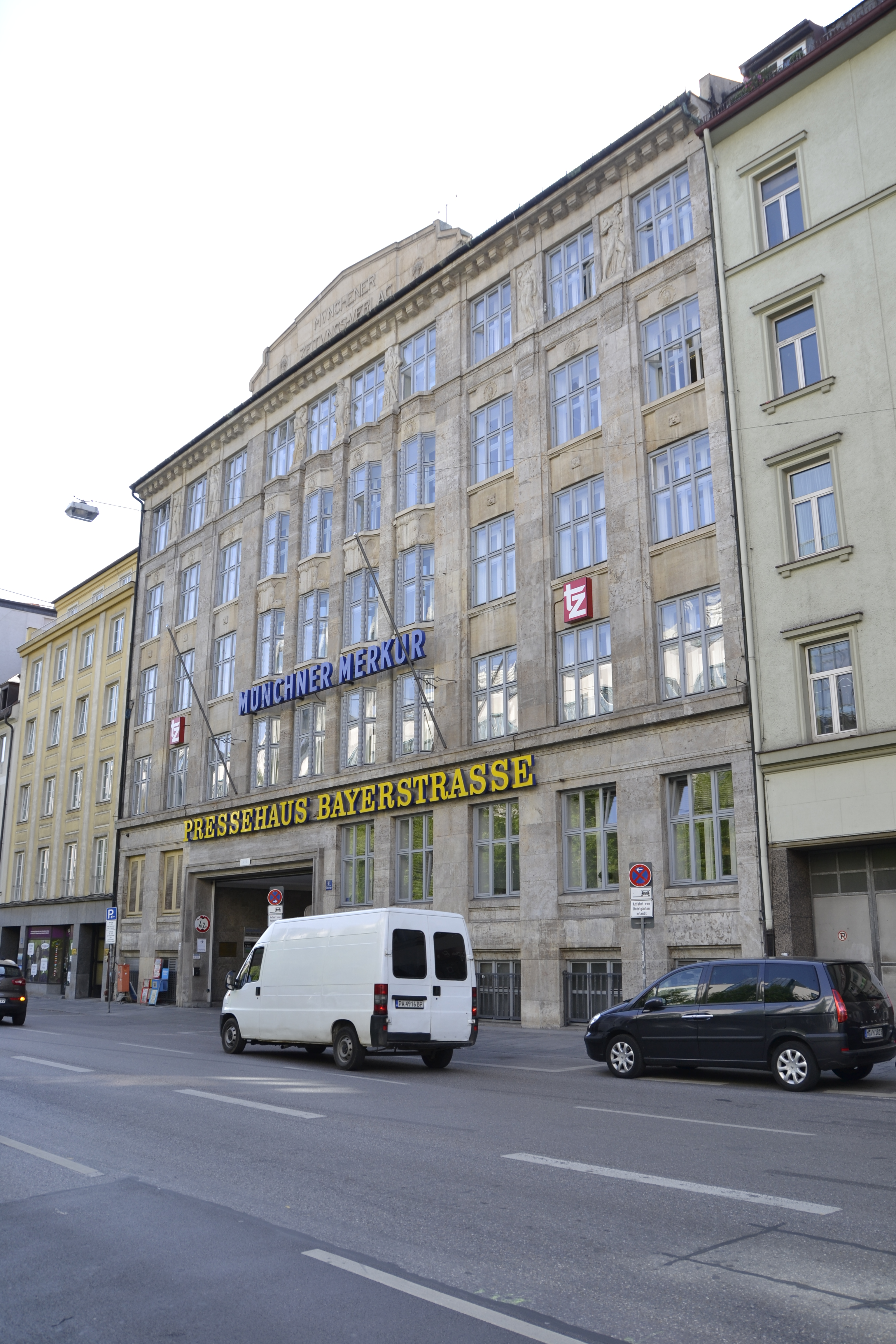
Paul-Heyse-Straße 4
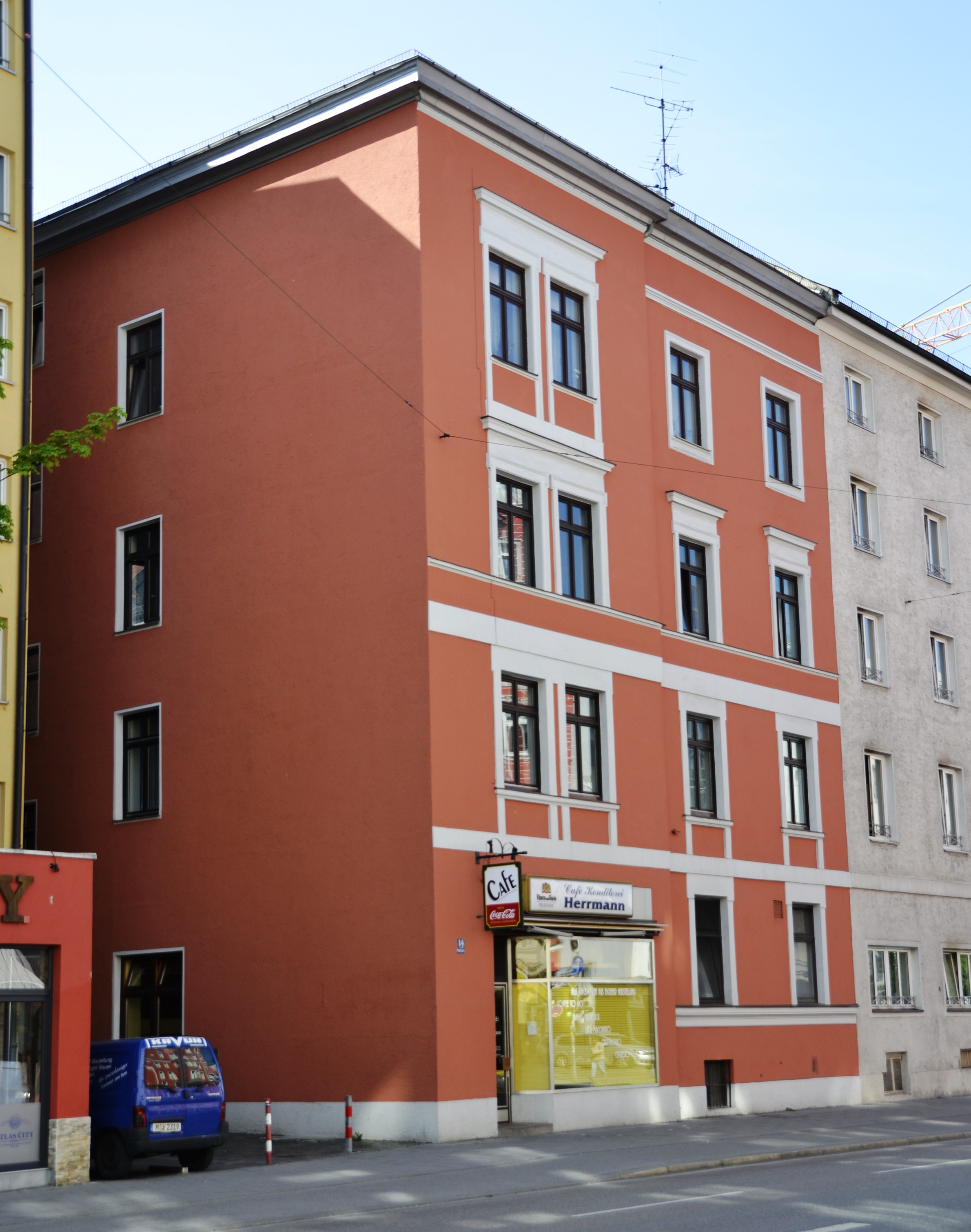
Paul-Heyse-Straße 14
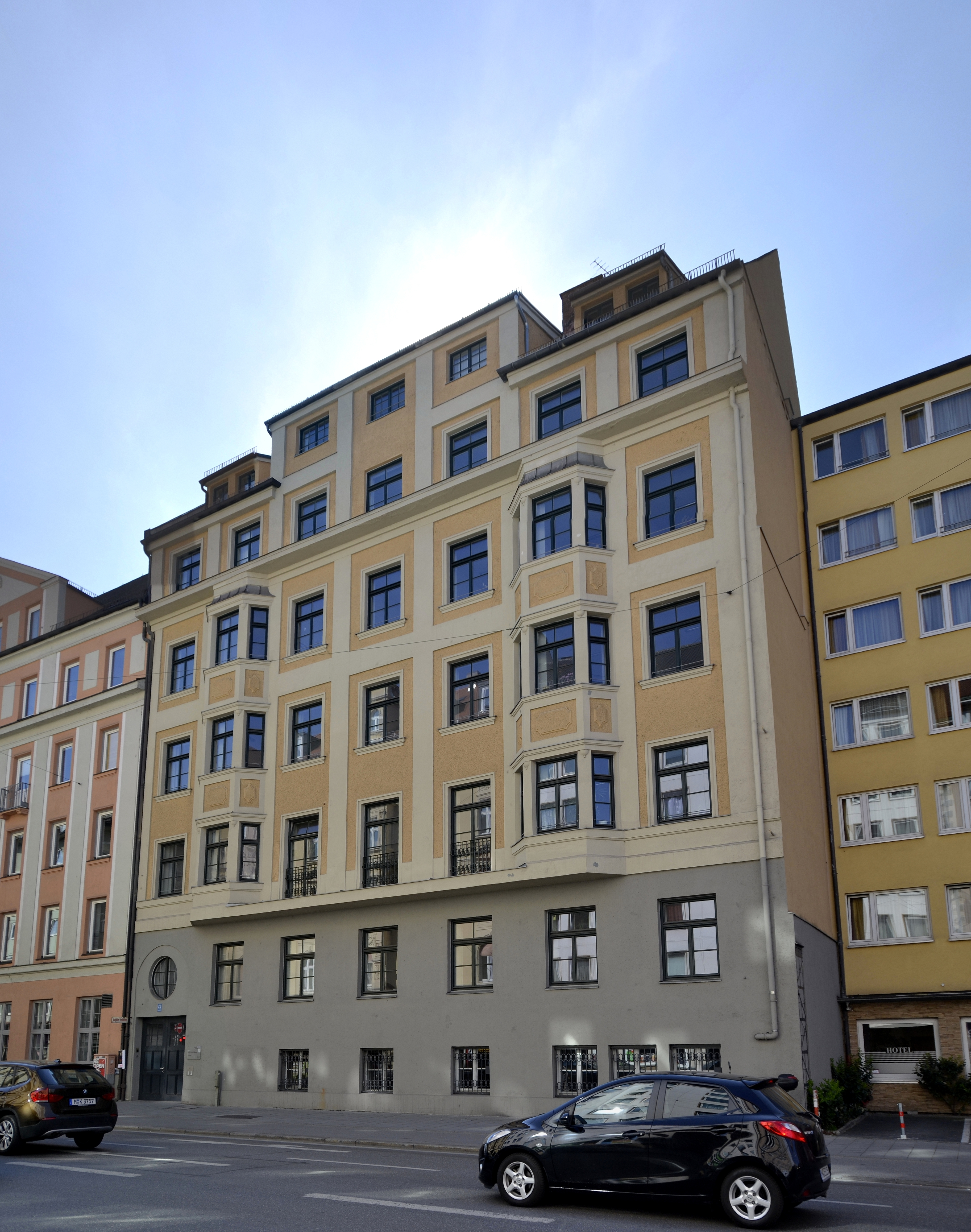
Paul-Heyse-Straße 20
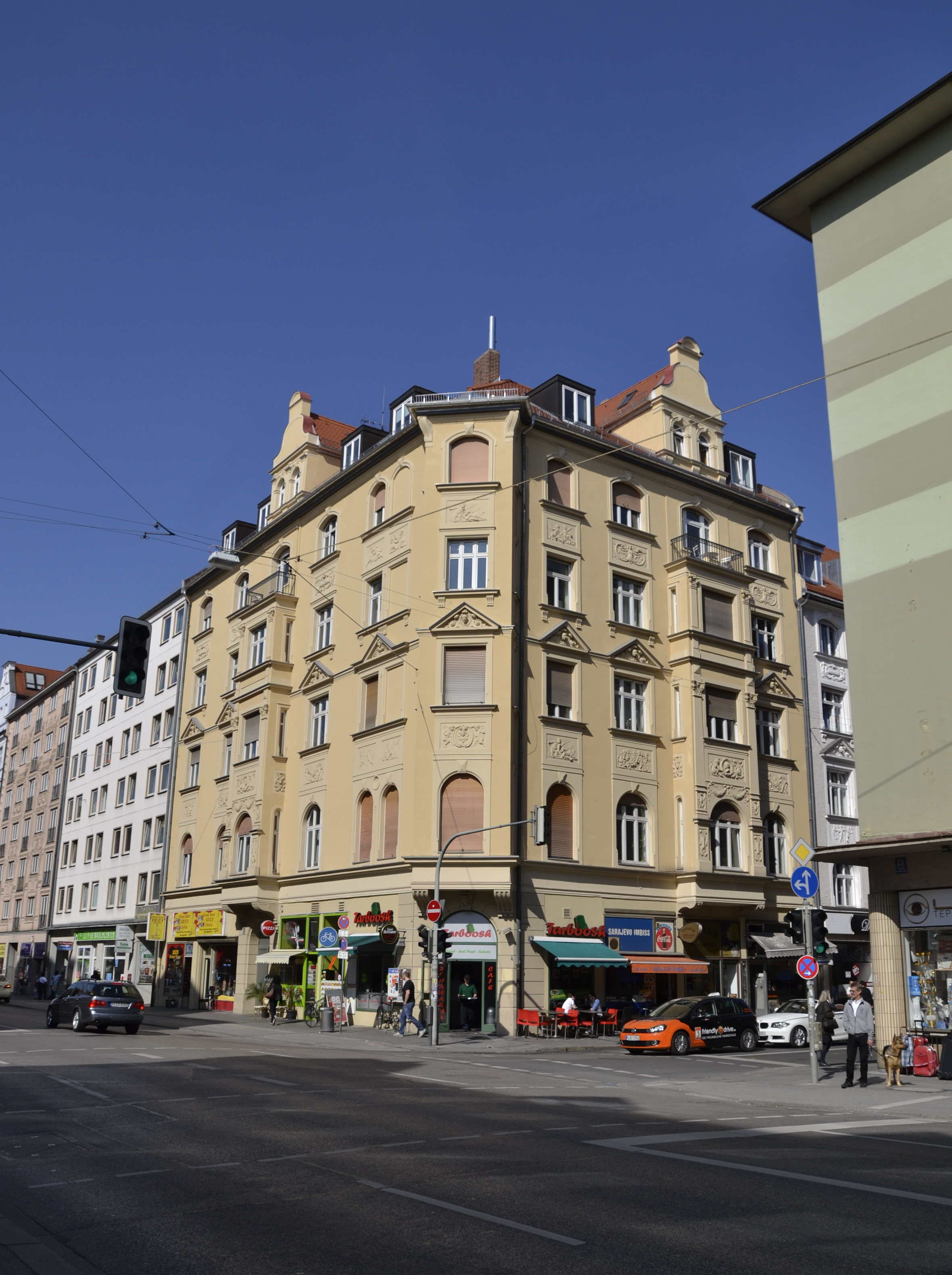
Paul-Heyse-Straße 23
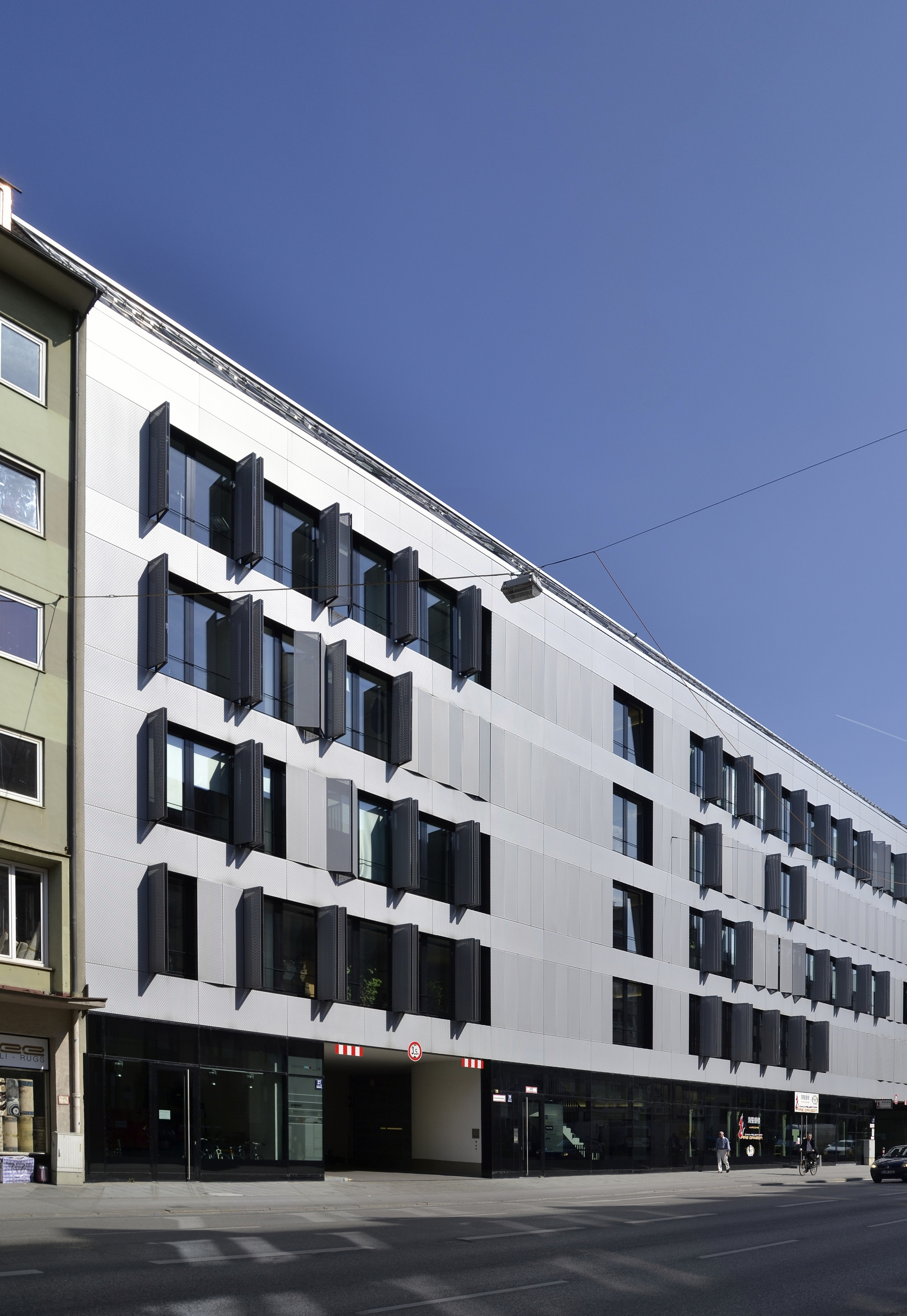
Paul-Heyse-Straße 29 (nicht geschützt)

## Bemerkenswerte Adressen
- Paul-Heyse-Straße 2/4: Verlagsort der Tageszeitungen Münchner Merkur und tz.
- Paul-Heyse-Straße 25: am 28. Oktober 1968 wurden hier die Exilkroaten Mile Rukorina, Kresimir Tolj und Vid Maričić gewaltsam ums Leben gebracht.[4][5]
- Paul-Heyse-Straße 26: bis 1966 Sitz des J.F. Lehmanns Verlags, „der medizinische, völkische und rassistische Literatur veröffentlichte“ (Wikipedia).[6][7]